# Герб Врадіївського району
Герб Вра́діївського райо́ну — офіційний символ Врадіївського району Миколаївської області, затверджений 14 жовтня 2004 року рішенням Врадіївської районної ради.

## Опис
Щит у формі прямокутника з півколом в основі, поділений срібним косим хрестом. На верхньому синьому полі — золота восьмипроменева зірка; два бокові поля — зелені; на нижньому червоному — золоті булава та бунчук у косий хрест.
Щит увінчано стилізованою короною з п'яти пшеничних колосків та облямований вінком, що складається справа із соняшників і лаврової гілки, а зліва — з гілки калини й дубового листя, перевитого червоною стрічкою, у нижній частині якої золотий напис «Врадіївський район».